# Обрежє-при-Зиданем Мосту
Обрежє-при-Зиданем Мосту (словен. Obrežje pri Zidanem Mostu) — поселення в общині Лашко, Савинський регіон, Словенія. Висота над рівнем моря: 206,6 м.